# Галузо, Янис Валерьевич
Янис Валерьевич Галузо (род. 7 мая 1988) — российский игрок в настольный хоккей, чемпион мира 2021.

## Спортивная карьера
В соревнованиях по настольному хоккею участвует с 2002 года. Был участником первого розыгрыша открытого чемпионата России (2002/03), но высоких результатов не показал. 
В общем зачёте чемпионата мира дебютировал в 2007 году на турнире в Москве, где занял 25 место. На чемпионате мира 2009 года в Будапеште стал вторым, уступив в финале Рони Нуттунену, а также был бронзовым призёром чемпионата мира 2011 года. На трёх последующих турнирах подряд останавливался на стадии 1/4 финала, а в 2019 году занял лишь 17 место в общем зачёте. Однако на чемпионате мира 2021 года Галузо во второй раз за карьеру пробился в финал, где со счётом 4:1 переиграл своего соотечественника Никиту Жолобова.

## Достижения
| Турнир         | 2007 | 2009 | 2011 | 2013 | 2015 | 2017 | 2019 | 2021 |
| Чемпионат мира | 25   | 2    | 3    | 5    | 5    | 5    | 17   | 1    |

| Турнир           | 2006 | 2010 | 2012 | 2018 |
| Чемпионат Европы | 16   | 14   | 10   | 11   |

- Победитель Открытого чемпионата России: 2010/11, 2024[6]
- Победитель Открытого кубка России: 2010/11
- Чемпион мира в командном зачёте: 2009, 2011, 2013, 2015, 2017
- Чемпион Европы в командном зачёте: 2012